# Tatra 54

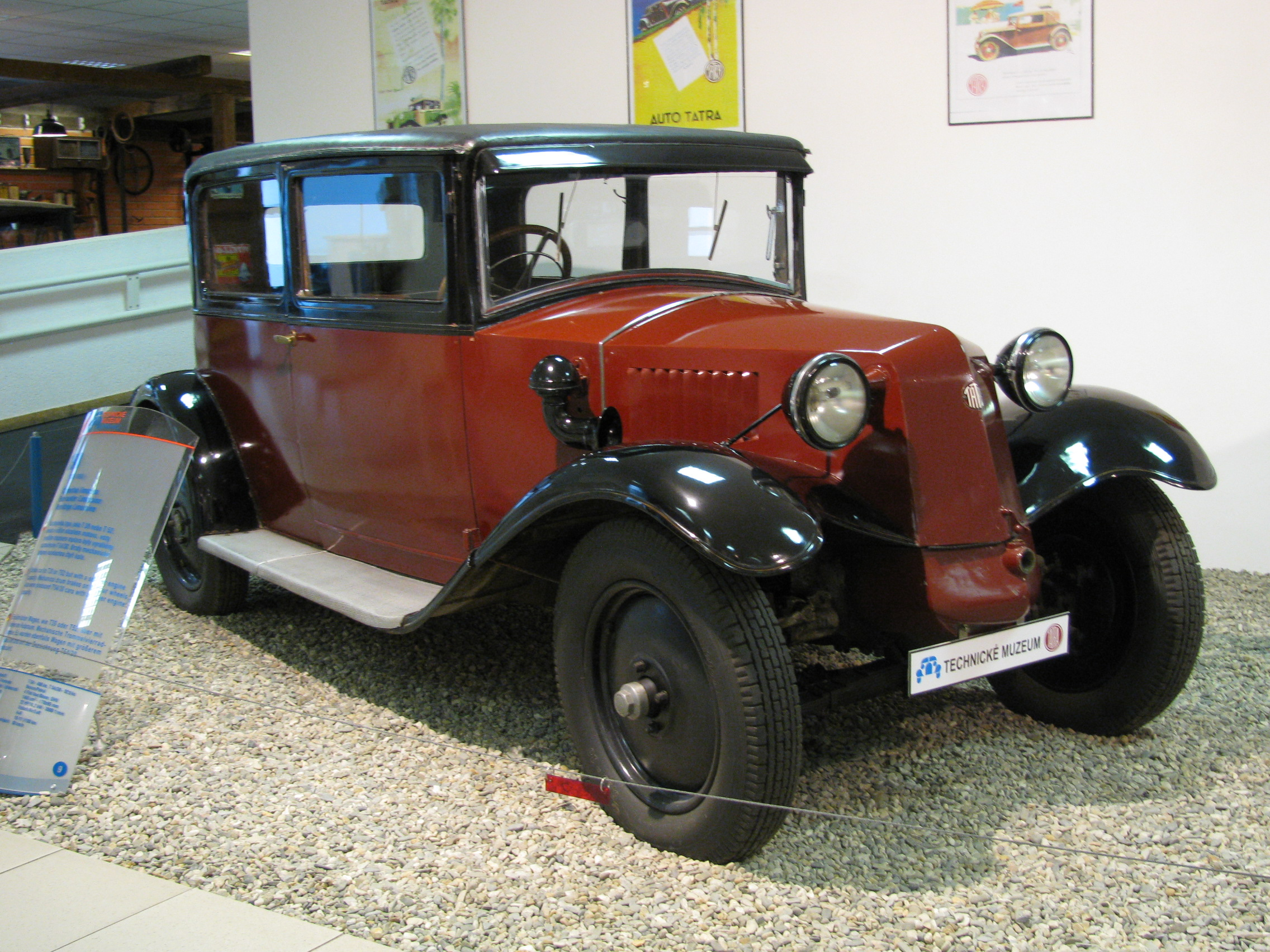
Tatra 54 im Tatra Museum

Der Tatra 54 war die Sparausführung des Mittelklasse-Typs 52, den das Tatrawerk in Nesselsdorf 1931 herausbrachte.
Das Fahrzeug hatte einen obengesteuerten, luftgekühlten Vierzylinder-Boxermotor mit nur 1465 cm³ Hubraum und 22 PS (16,2 kW) Leistung. Der Motor trieb über eine Mehrscheiben-Trockenkupplung und ein Vierganggetriebe mit Mittelschaltung die Hinterräder an. Die erreichbare Höchstgeschwindigkeit des ca. 1100 kg schweren Wagens lag bei 80 km/h. Das Fahrgestell hatte ein Zentralrohr, eine Vorderachse mit Querblattfeder in gegenüber dem Typ 30/52 verbesserter Ausführung und eine gelenklose Pendelachse hinten, ebenfalls mit Querblattfeder. Die Räder waren als Scheiben ausgebildet.
Es gab verschiedene 4- und 6-sitzige Limousinenaufbauten mit 2 oder 4 Türen. Innerhalb von 3 Jahren wurden insgesamt 1510 Exemplare hergestellt.
Nachfolger dieses Modells war ab 1933 der Typ 75.

## Galerie

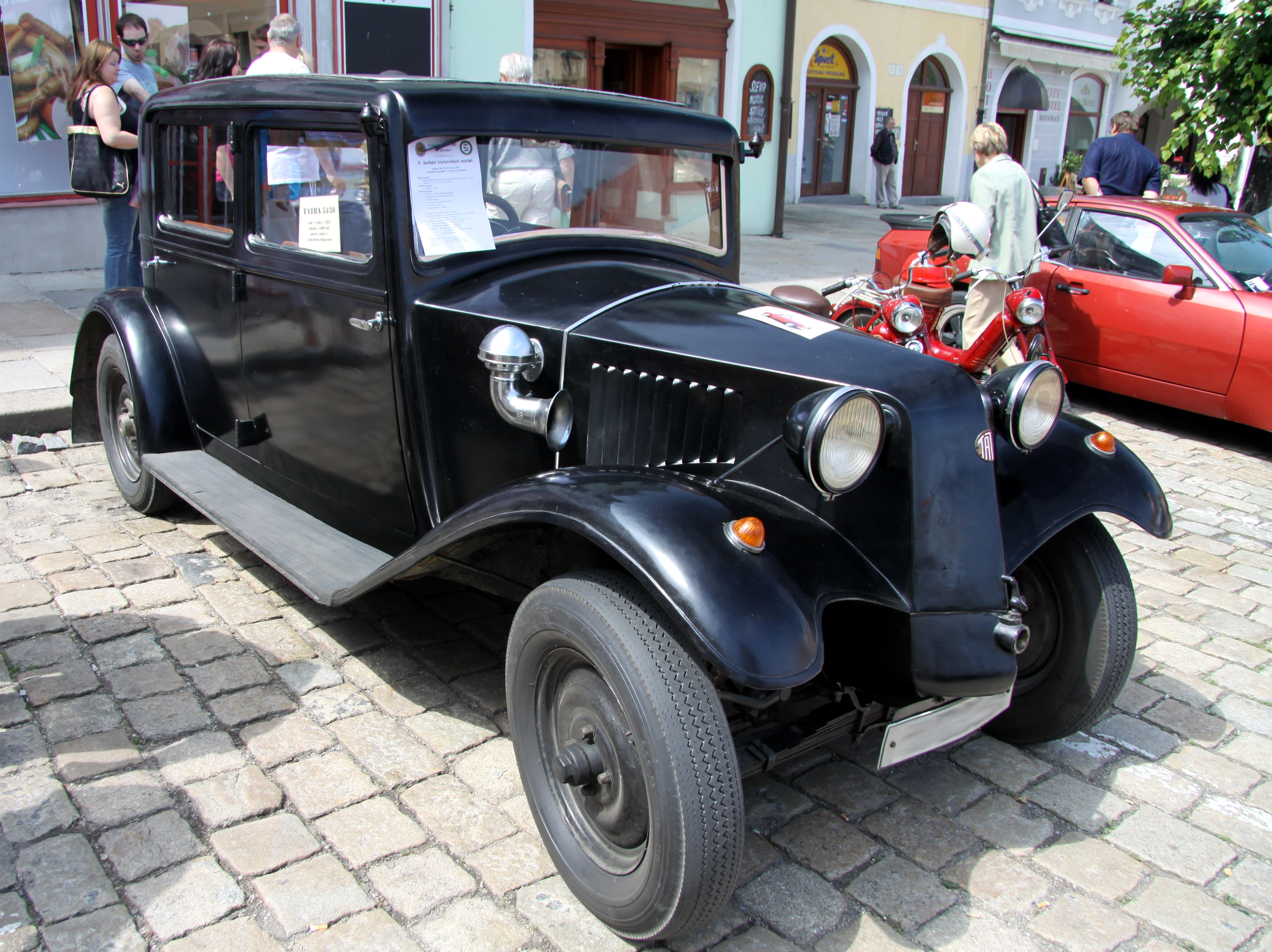
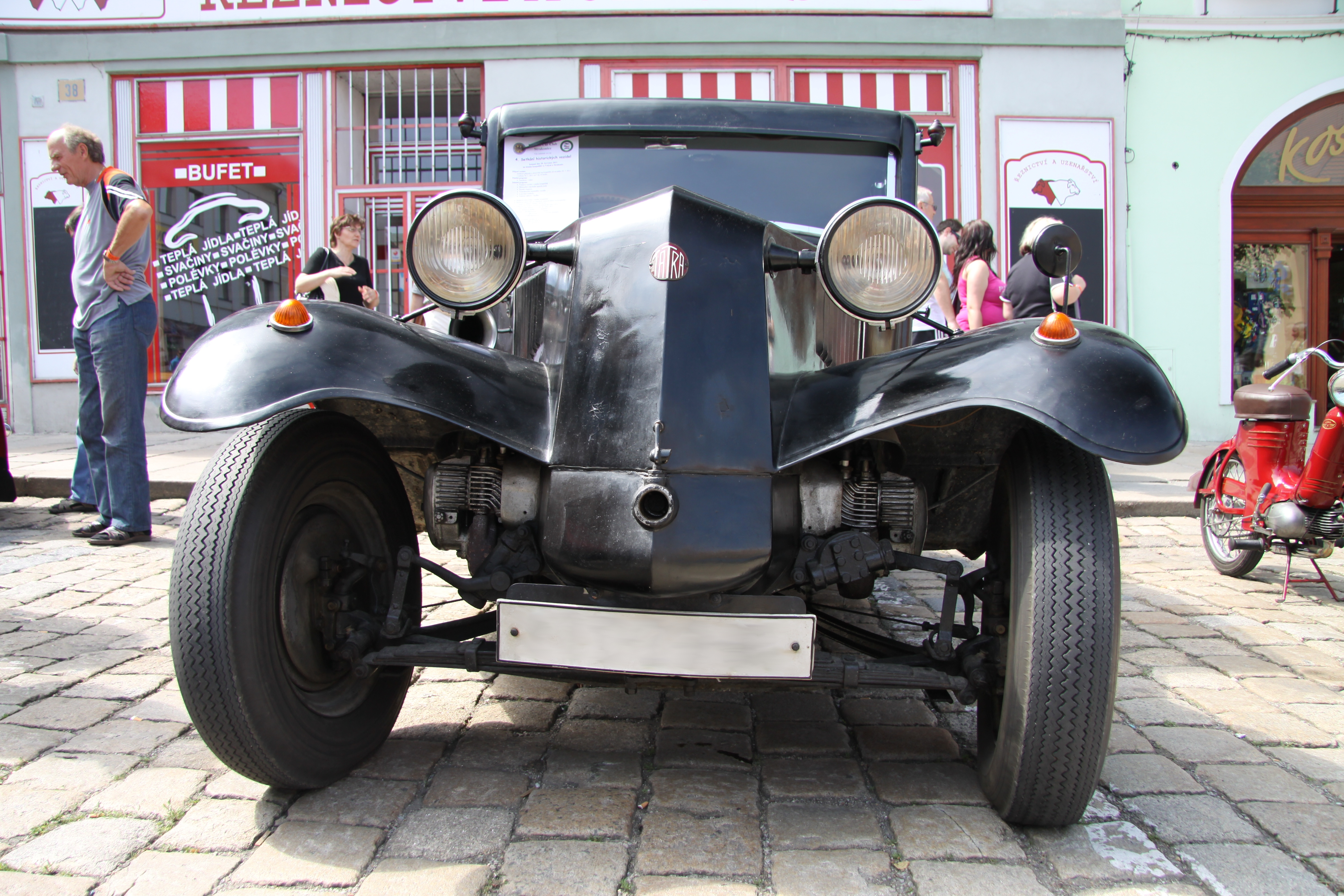
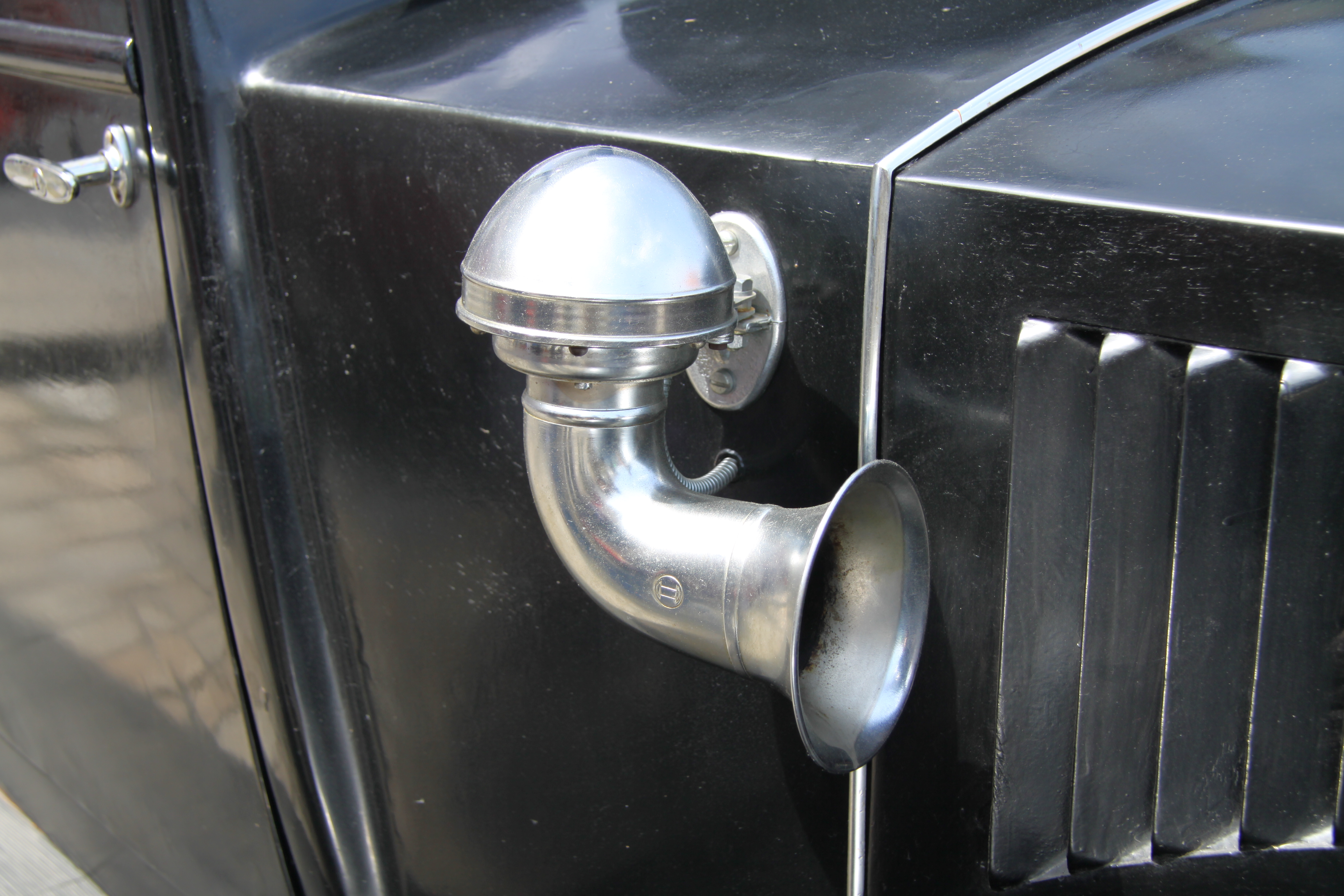